# Строительство с применением аддитивных технологий

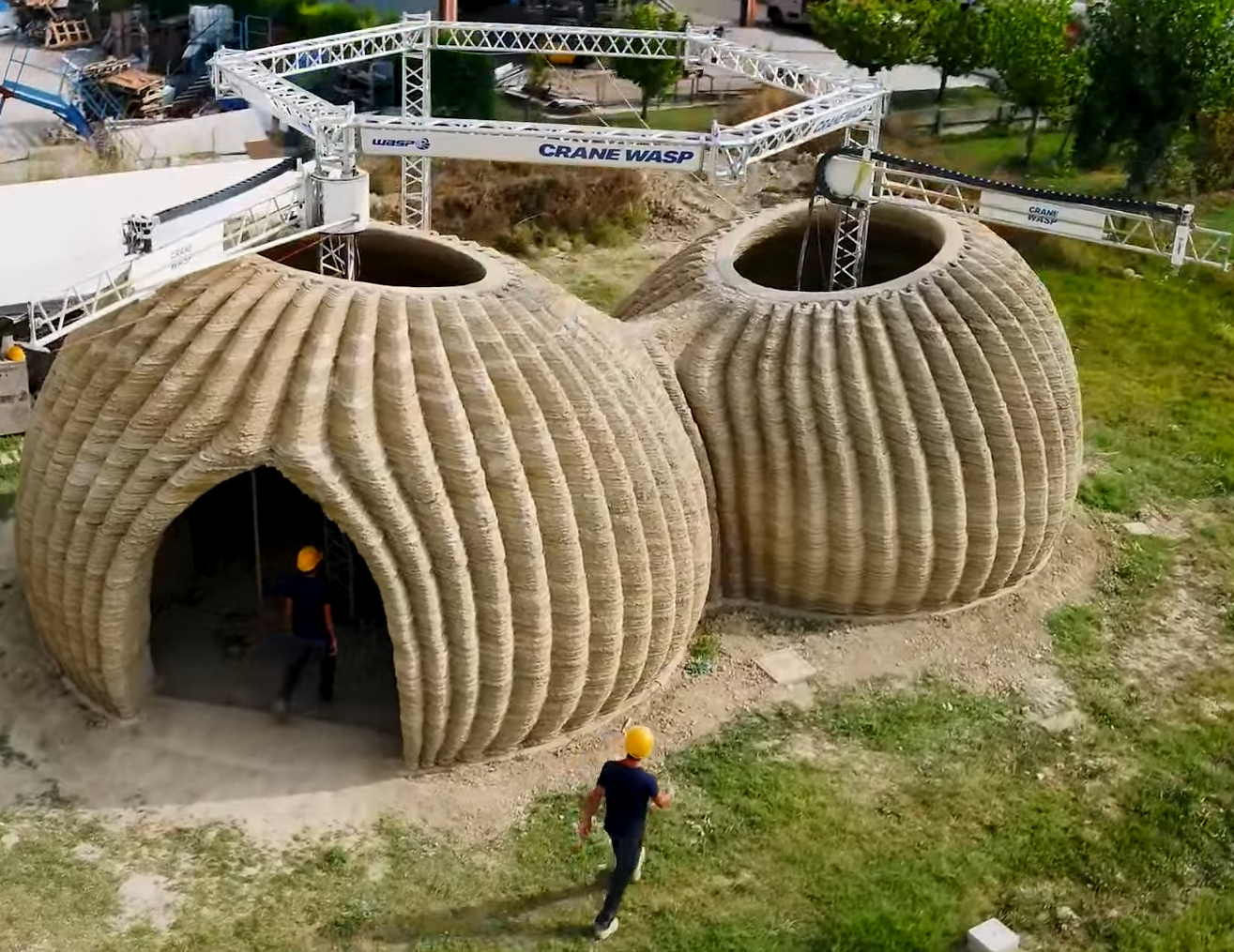
Дом «Tecla» — это прототип эко- жилого дома из глины, напечатанный на 3D-принтере. Первая модель была спроектирована итальянской архитектурной студией Mario Cucinella Architects (MCA) и спроектирована и построена итальянскими специалистами по 3D-печати WASP к апрелю 2021 года, став первым в мире домом, полностью напечатанным на 3D-принтере из смеси, состоящей в основном из местной земли и воды.

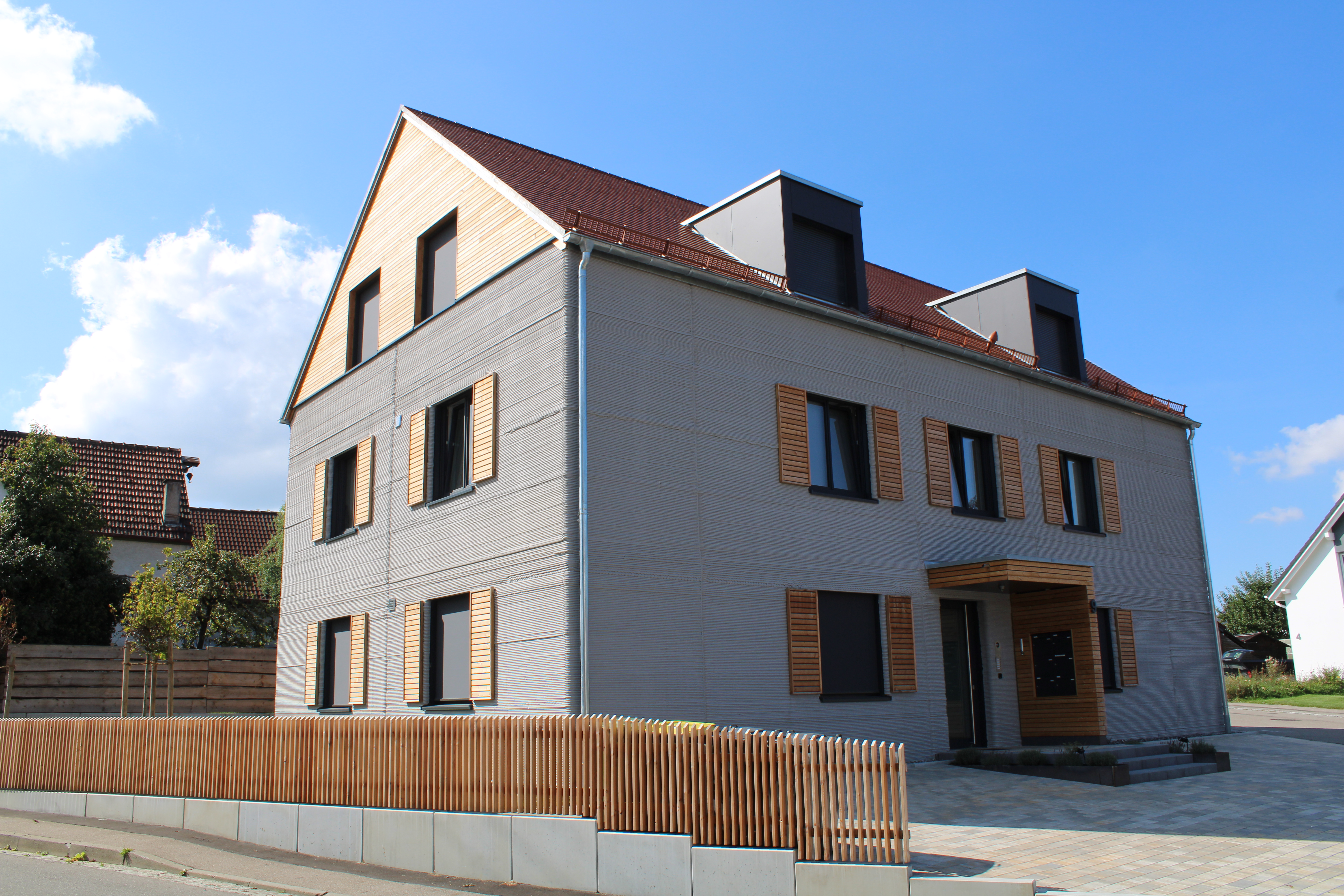
стены дома напечатанны с помощью 3D принтера

Строительство с применением аддитивных технологий — существующее направление в развитии строительных технологий, относится к разным вариантам воспроизводства компонентов построек, которые используют 3D-печать (англ. 3D Concrete) как основной метод для изготовления элементов зданий или строительных компонентов. Альтернативные термины для этого процесса включают «аддитивное строительство», «печать домов» и «трехмерная печать домов». Вариант «3D-бетон» относится к технологиям экструзии (жидкого или струйно распыляемого) бетона, в то время когда «автономная роботизированная строительная система» (напр. роботизированная нашина для крадки кирпича) (en:Autonomous Robotic Construction System-ARCS), крупномассштабное аддитивное производство (en: large-scale additive manufacturing-LSAM), 3D печать пресс форм для бетона, или применение технологии для мелкосерийного производства неархитектурных компонентов зданий относятся к другим подгруппам.
В полнометражном строительном масштабе основными методами 3D-печати являются экструзия (таких матетиалов как бетон/цемент, воск, пена, полимеры), соединение порошкообразных материалов (полимерное соединение, реактивное соединение, спекание) и аддитивная сварка если речь идет о металических компонентах.

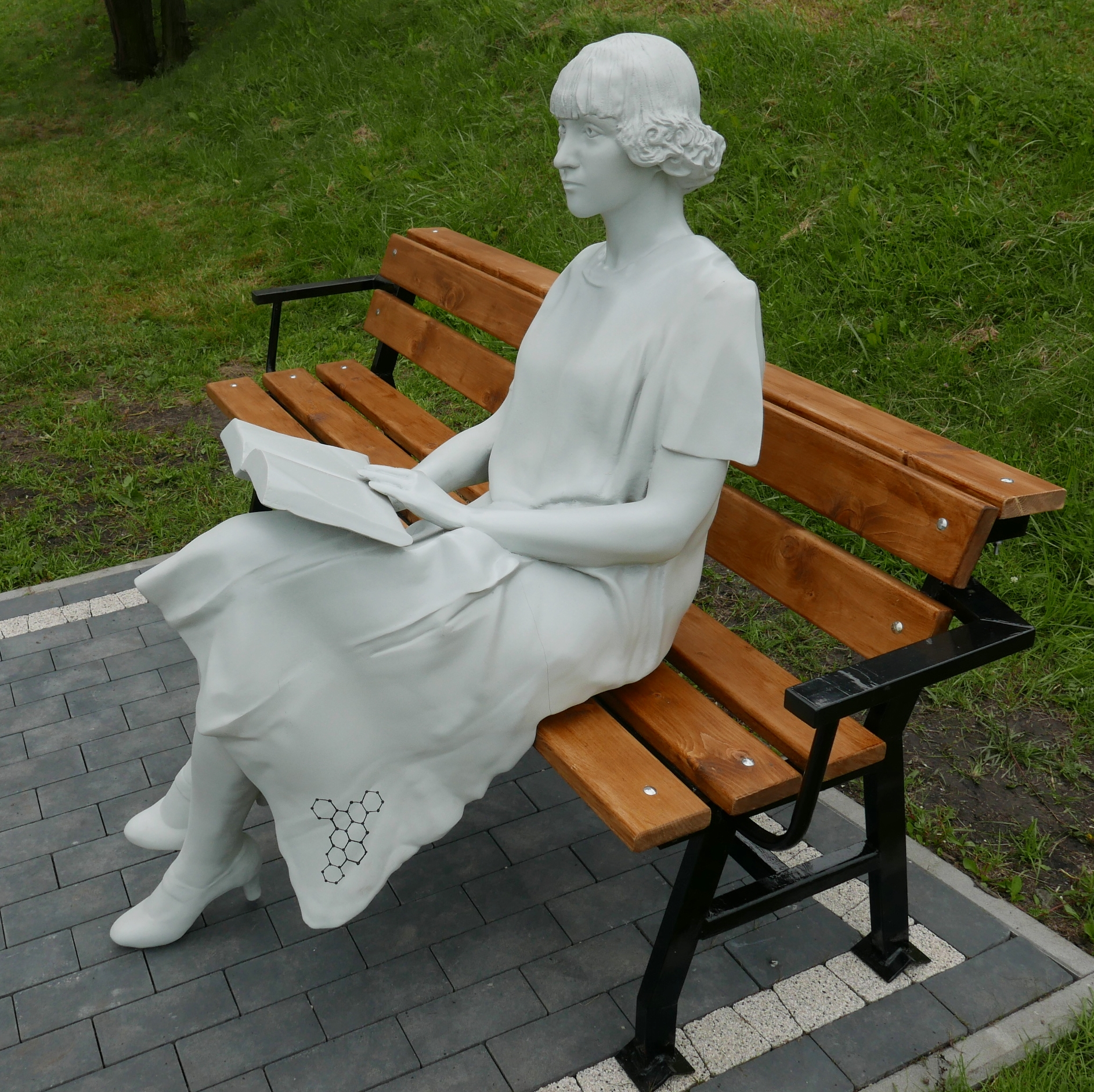
Первый памятник в Польше, изготовленный из полимерных материалов и графена по технологии 3D-печати. Открыт 26 июня 2018 года.

На сегодняшний день был продемонстрирован ряд различных подходов, включающих изготовление зданий и строительных компонентов на месте или на домостроительном предприятии с использованием промышленных роботов, козловых кранов и специализированных автономных транспортных средств работающих в беспилотном режиме. Демонстрации строительных технологий 3D-печати включали изготовление жилья, строительных компонентов (облицовки и структурных панелей и колонн), мостов и гражданской инфраструктуры, искусственных рифов и скульптур.

## История

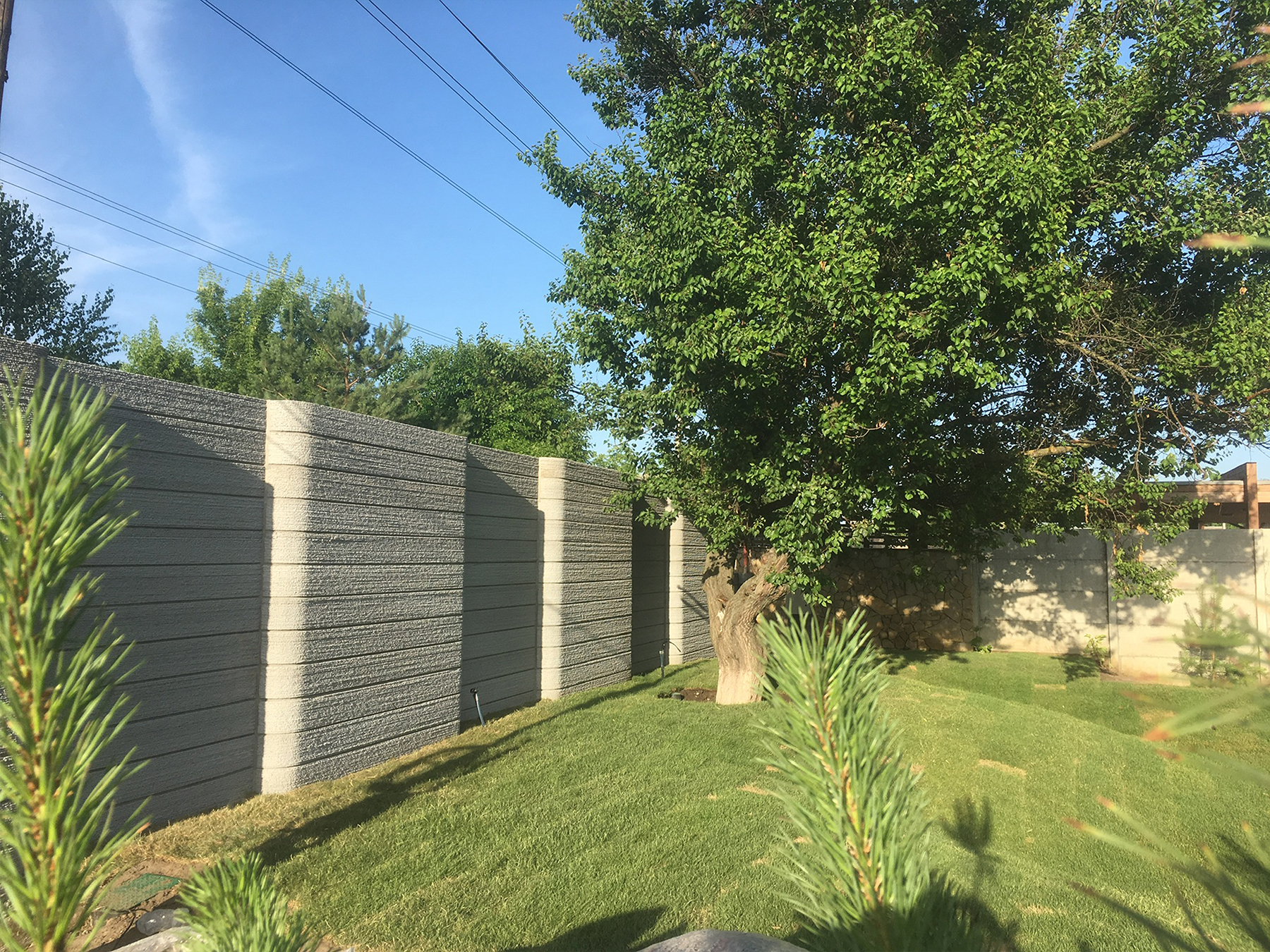
Архитектурный прототип забора от ConcreteFlow

Автоматизация строительных процессов является областью исследований в области архитектуры и гражданского строительства с 20 века. Самые ранние подходы были сосредоточены на автоматизации кладки. В 1904 году патент на машину для укладки кирпича был выдан Джону Томасу в США
Работизированная кирпичная кладка была разработана и исследована в 1950-х годах, а связанная с этим разработка технологий вокруг автоматизированного строительства началась в 1960-х годах, из бетона и изоцианатной пены.
В конце 1930-х годов, Уильям Уршель (William Urschel) демонстрирует свою машину для строительства стен. Согласно его патентной заявке 1944 года, это изобретение представляет собой машину, способную формовать затвердевающий материал в форму полосы и наносить его в виде слоя при формировании стены. 
Расположение трамбовочных элементов прижимало материал к верхнему торцу стены. Вибрационный питатель подавал материал. Такую машину можно было использовать для укладки усушенной мелкозернистой бетонной смеси, аналогичной той, что применяется при формовании шлакоблоков. Сохранившийся видео ролик демонстрирует постройку куполообразного бомбоубежища. Машина являлась первым прототипом современных технологий 3Д-печати.
Разработка автоматизированного изготовления целых зданий с использованием методов скользящей формовки и роботизированной сборки компонентов, подобных 3D-печати, была начата в Японии для устранения опасностей строительства высотных зданий в 1980-х и 1990-х годах компаниями Shimizu и Hitachi. Многие из этих ранних подходов к автоматизации на месте потерпели неудачу из-за «пузырь»-строительства и неспособности проектировщиков таких зданий реагировать на новую архитектуру и проблем подготовки и подачи материалов на объект в застроенных районах.
В 2003 году Руперт Соар привлек финансирование и сформировал конструкторскую группу свободной формы в Университете Лафборо , Великобритания, чтобы исследовать потенциал расширения существующих технологий 3D-печати для строительных приложений. В 2005 году группа обеспечила финансирование для строительства крупного 3D-печатного оборудования для масштабного строительства, использующего готовые компоненты (бетононасос, распыляемый бетон, модифицированный козловой кран), чтобы исследовать, насколько сложными могут быть такие компоненты и реалистично отвечать требованиям строительства.
В 2005 году Энрико Дини, Италия, запатентовал технологию D-Shape, используя массово масштабную технику порошкового нанесения/склейки на площади примерно 6 м x 6 м x 3 метров. Несмотря на то, что эта техника изначально была разработана с системой склеивания эпоксидной смолой, позже адаптирована для использования неорганических связующих агентов. Эту технологию коммерчески использовали для ряда проектов в строительстве и других секторах, в том числе для искусственных рифов.

Двойной экструдер от ConcreteFlow

В 2008 году 3D бетонная печать началась в Университете Лафборо, Великобритания, во главе с Ричардом Басуэллом и его коллегами, чтобы расширить предварительные исследования группы и обратить внимание на коммерческие приложения, переходя от экспериментальной технологии к созданию робототехники работающей в промышленном масштабе..
В 2014 году начался прорыв в области строительства зданий с использованием 3D-печати бетоном.
В течение 2014 года шанхайская компания WinSun анонсировала сначала строительство десяти 3D-печатных домов, возведённых за 24 часа, а после напечатала пятиэтажный дом и особняк.
В Университете Южной Калифорнии прошли первые испытания гигантского 3D-принтера, который способен напечатать дом с общей площадью 250 м² за сутки.
В октябре 2015 года в рамках выставки «Станкостроение» (Крокус-Экспо) были представлены российские разработки и промышленные образцы строительных 3D-принтеров.
В мае 2016 года состоялось открытие первого в мире здания, напечатанного на 3D-принтере — офиса Dubai Future Foundation.
В феврале 2017 года первый дом, полностью напечатанный на 3D-принтере, создали в России, в подмосковном Ступине. Он был целиком напечатан на стройплощадке, а не собран из деталей, созданных в заводских условиях.
Американская компания Apis Cor сумела построить дом с помощью 3D-принтера. Площадь — 38 м² и построен дом всего за сутки. По словам компании, материал, использованный при строительстве, сможет простоять минимум 175 лет. Дом оснащён всеми коммуникациями, в нём есть коридор, гостиная, ванная комната и компактная кухня. Цена такого дома составила $10 134 доллара США. Этот принтер способен построить здание любого размера и формы. Единственным ограничением являются законы физики, сообщают представители компании.
В швейцарской коммуне Риом-Парсонц установлена инсталляция из 9 индивидуально спроектированных бетонных колонн высотой 2,7 м каждая, распечатанных на строительном фаббере (изготовлены без опалубки в полную высоту за 2,5 часа на основе 3D-печати).
Автоматизация в строительстве приносит огромную экономию средств. Компания, которая строит экологически чистые высококачественные дома с помощью 3D-печати и автоматизации, Mighty Buildings, заявляет, что компьютеризация 80 % процесса печати означает, что фирме требуется только 5 % от той рабочей силы, которая была бы задействована ранее. Это также удваивает темпы производства.
В селе Айша Зеленодольского района Татарстана впервые в России началось строительство комплекса жилых домов при помощи 3D-печати.